# 沈懋學
沈懋學（1539年—1582年），字君典，號少林，一號白雲山樵，直隸寧國府宣城縣人，明朝政治人物，萬曆丁丑狀元及第。

## 生平
沈懋學少有才名。萬曆五年（1577年）會試第八十一名，殿試一甲第一名進士。懋学少有才名，與梅鼎祚齊名。張居正知道湯顯祖及沈懋學是當時名士，希望自己的兒子張嗣修跟他們往來，湯顯祖拒絕，沈懋學則與張嗣修于万历五年（1577年）同榜登科，懋學為一甲第一名进士（狀元），嗣修則為第二名（榜眼）。授翰林院修撰。引疾歸。居數年卒。安宗時，追諡文節。《明史》有傳。

## 著作
有《颊居遗稿》十卷。

## 家族
曾祖沈謙；祖父沈璞，贈文林郎知縣；父沈寵，号古林，曾任監察御史、湖廣布政司左參議。母崔氏（封孺人）；繼母葛氏。娶王氏，生子沈有則、沈有贻。